# Kukavica (gmina Vladičin Han)
Kukavica (cyr. Кукавица) – wieś w Serbii, w okręgu pczyńskim, w gminie Vladičin Han. W 2011 roku liczyła 19 mieszkańców.